# Орлів Яр
Орлі́в Яр — село в Україні, у Свеській селищній громаді Шосткинського району Сумської області. Населення становить 2 особи. До 2020 орган місцевого самоврядування — Княжицька сільська рада.
Після ліквідації Ямпільського району 19 липня 2020 року село увійшло до Шосткинського району.

## Географія
Село Орлів Яр знаходиться на лівому березі річки Ходуня, яка через 4 км впадає в річку Смолянку.